# Memorial de Aires
Memorial de Aires é o último romance de Machado de Assis,  escrito em 1907 e publicado em livro em julho do mesmo ano de sua morte, 1908. Está organizado como uma série de entradas em um diário, com escritos entre 1888 e 1889, de um conselheiro que volta a viver no Brasil após sua aposentadoria. Assim como Memórias Póstumas de Brás Cubas, não tem um enredo único, mas compõe-se de vários episódios e anedotas que se interpermeiam.
Aires era um conselheiro que sempre acompanhou Machado em suas histórias, geralmente como um amigo dos personagens.  Reportava à figura do próprio Machado. Nesta obra, idolatra uma mulher, D. Carmo, que possivelmente possa ser inspirada em Carolina Augusta Xavier de Novais, o que é sugerido talvez pela coincidência dos nomes Aguiar e Assis, D. Carmo e Carolina, e também pelo fato do casal não ter filhos. 
Diz-se que se trata da obra machadiana de maior caráter autobiográfico.

## Trecho
9 de janeiro
Ora bem, faz hoje um ano que voltei definitivamente da Europa. O que me lembrou esta data foi, estando a beber café, o pregão de um vendedor de vassouras e espanadores: "Vai vassouras! vai espanadores!" 
Costumo ouvi-lo outras manhãs, mas desta vez trouxe-me à memória o dia do desembarque, quando cheguei aposentado à minha terra, ao meu Catete, à minha língua. Era o mesmo que ouvi há um ano, em 1887, e talvez fosse a mesma boca.

## Características da Obra
Memorial de Aires, o último livro escrito por Machado de Assis, é uma possível continuação do livro Esaú e Jacó, pois o personagem Aires participa da história, anotando em seu caderno, tudo que se passa em sua vida, dando continuidade em Memorial de Aires em que o próprio personagem relata seu dia-a-dia em um caderno.